# Ventrifossa nigrodorsalis
Ventrifossa nigrodorsalis es una especie de pez de la familia Macrouridae en el orden de los Gadiformes.

## Morfología
• Los machos pueden llegar alcanzar los 34 cm de longitud total.

## Hábitat
Es un pez de aguas profundas que vive entre 270-700 m de profundidad.

## Distribución geográfica
Se encuentra al sur del Japón, Taiwán las Filipinas y zonas de Indonesia (Borneo ).